# Volo LAM Mozambique Airlines 470
Il volo LAM Mozambique Airlines 470 è stato un collegamento passeggeri di linea internazionale da Maputo, Mozambico, a Luanda, Angola. Il 29 novembre 2013, un Embraer E190 operante il volo è precipitato nel parco nazionale di Bwabwata, Namibia, a metà del volo, provocando la morte di tutti i 27 passeggeri e i 6 membri dell'equipaggio a bordo.
I risultati preliminari del Mozambican Civil Aviation Institute dimostrarono che il comandante fece deliberatamente schiantare il jet. L'Associazione degli Operatori Aerei del Mozambico contestò però la conclusione dell'IACM. La direzione delle indagini sugli incidenti aerei namibiana dichiarò che le azioni effettuate dal comandante furono la probabile causa dell'incidente.

## L'aereo
Il velivolo coinvolto nell'incidente era un Embraer 190, numero di serie 581, registrato C9-EMC e chiamato Chaimite. L'aeromobile venne fabbricato nell'ottobre 2012 e consegnato alla LAM Mozambique Airlines nel novembre dello stesso anno. Da allora aveva accumulato più di 2 900 ore di volo in 1 900 cicli di decollo-atterraggio. Era spinto da due motori turboventola General Electric CF34-10E. Il velivolo e i motori erano stati ispezionati l'ultima volta il 28 novembre 2013, il giorno prima dell'incidente.

## Passeggeri ed equipaggio
La LAM Mozambique Airlines confermò che a bordo c'erano un totale di 33 persone (27 passeggeri e 6 membri dell'equipaggio). Il vice commissario della forza di polizia namibiana Willy Bampton dichiarò che non c'erano sopravvissuti e che l'aereo era completamente disintegrato.
| Nazionalità | Totale |
| ----------- | ------ |
| Mozambico   | 10     |
| Angola      | 9      |
| Portogallo  | 5      |
| Francia     | 1      |
| Brasile     | 1      |
| Cina        | 1      |
| Totale      | 27     |

L'equipaggio era composto da due piloti, tre assistenti di cabina e un tecnico. Il comandante, il 49enne Herminio dos Santos Fernandes, aveva registrato in totale più di 9 000 ore di volo (di cui 2 519 sull'Embraer E190) mentre il primo ufficiale, il 24enne Grácio Chimuquile, aveva accumulato circa 1 400 ore di esperienza di volo, di cui 101 sull'Embraer E190.

## L'incidente
L'aereo partì dall'aeroporto di Maputo alle 11:26 ora locale (09:26 UTC) e sarebbe dovuto atterrare alle 14:10 ora locale (13:10 UTC) all'aeroporto Quatro de Fevereiro, Angola.
Quando l'aereo era in velocità di crociera a circa 38 000 piedi (12 000 m) di altitudine, nello spazio aereo beciuano, a circa metà strada tra Maputo e Luanda, iniziò a perdere quota rapidamente, ad una velocità di circa 30 m/s. La posizione dell'aeromobile fu persa dai radar a 910 metri sul livello del mare, circa sei minuti dopo la perdita di altitudine. Poco dopo, il jet si schiantò nel parco nazionale di Bwabwata ed esplose, disintegrandosi e provocando la morte di tutte e 33 le persone a bordo. L'ultimo contatto con il controllo del traffico aereo avvenne alle 13:30 CAT (11:30 UTC),  nello spazio aereo della Namibia settentrionale. C'era maltempo al momento dell'incidente, con forti piogge in prossimità della traiettoria di volo.

## Risposta
Il governo del Mozambico annunciò un periodo di lutto nazionale. Il presidente portoghese Aníbal Cavaco Silva espresse le sue condoglianze alle famiglie delle vittime. LAM Mozambique Airlines riferì di aver fornito consulenza e consulenza legale alle famiglie sia in Mozambico che in Angola e di aver istituito una hotline di informazioni.
Lo schema di detriti indicava che l'aereo era scivolato lungo il terreno per diverse centinaia di metri.
Entrambi i registratori di volo vennero recuperati dal luogo dell'incidente nei quattro giorni successivi all'incidente e vennero inviati all'NTSB statunitense per la lettura.

## Le indagini
Il 21 dicembre 2013, il capo del Mozambican Civil Aviation Institute, João Abreu, presentò un rapporto di indagine preliminare, secondo il quale il comandante Herminio dos Santos Fernandes aveva fatto precipitare deliberatamente il jet, cambiando manualmente le impostazioni del pilota automatico. Dopo che il copilota aveva lasciato la cabina di pilotaggio, passarono due minuti prima che il comandante decidesse di chiudere a chiave la porta, e passò un altro minuto prima che iniziasse la discesa. Lo psicologo e pilota dell'NTSB Malcolm Brenner dichiarò che durante questo periodo il comandante probabilmente pensava alla vita e contemplava se poteva compiere una simile azione. L'altitudine prevista del velivolo sarebbe stata cambiata tre volte da 38 000 piedi (12 000 m) a 592 piedi (180 m) e, essendo quest'ultima al di sotto del livello del suolo, anche la velocità venne regolata manualmente. Il registratore vocale della cabina di pilotaggio catturò diversi allarmi durante la discesa che vennero spenti, oltre a ripetuti colpi alla porta del copilota, che era bloccato fuori dalla cabina di pilotaggio. Contrariamente alle norme della Mozambique Airlines, nessun membro dell'equipaggio era andato nella cabina durante il periodo di assenza del copilota.
Le indagini sul comandante dell'aeromobile rivelarono alcuni aspetti sulla vita del comandante Fernandes. Suo figlio morì in un sospetto suicidio nel novembre 2012 ed egli non andò al funerale. Il primo anniversario della sua morte avvenne quasi esattamente nella data dell'incidente. Sua figlia era in ospedale per un intervento chirurgico al cuore, il giorno dell'incidente, e le sue procedure di divorzio non erano state risolte per oltre un decennio.
Nonostante la conclusione dell'IACM, l'associazione degli operatori aerei del Mozambico (AMOPAR) contestò il rapporto preliminare, spiegando che le manovre del comandante provenivano dal manuale delle procedure operative standard emesso dalla Embraer su come agire in situazioni di emergenza. Secondo un documento presentato dall'AMOPAR, il governo del Mozambico non aveva rispettato gli standard e le raccomandazioni dell'Organizzazione internazionale dell'aviazione civile (ICAO) "in merito alla divulgazione, al contenuto e alle procedure relative al rapporto preliminare dell'indagine sull'incidente del volo TM 470".
Il 15 aprile 2016, il DAAI pubblicò il suo rapporto finale, in cui accertava che gli input ai sistemi di volo automatico da parte della persona ritenuta il comandante, che era rimasto solo in cabina, causarono l'inizio della discesa.
Secondo gli esperti intervistati nella serie TV Indagini ad alta quota, l'incidente della LAM non venne ampiamente coperto dai media perché non ci furono molte vittime e avvenne in un paese del terzo mondo e non in uno particolarmente sviluppato a livello economico. Ciò significa che l'industria aerea non riuscì ad applicare le misure di sicurezza in tempo per evitare un altro incidente simile. Infatti, nemmeno più di un anno dopo, avvenne lo schianto del volo Germanwings 9525 nelle alpi francesi nel 2015, che a differenza della precedente tragedia del LAM, dove venne incolpato il comandante, questa volta colui che innescò l'incidente fu il copilota. Gli esperti dissero che se l'industria avesse applicato nuove normative di sicurezza dopo il volo 470, l'incidente di Germanwings non si sarebbe verificato,ma dopo il Germanwings si decise di creare normative più severe.

## Nella cultura di massa
L'incidente è rappresentato nel nono episodio della ventesima stagione di Indagini ad alta quota. L'episodio si intitola "Killer in cabina", titolo originale "Cockpit Killer".